# Aşağı Qarxun
Aşağı Qarxun è un comune dell'Azerbaigian situato nel distretto di Yevlax. Conta una popolazione di 1 291 abitanti.